# Perci (Tar-Vabriga)
Perci is een plaats in de gemeente Tar-Vabriga in de Kroatische provincie Istrië. De plaats telt 69 inwoners (2001).